# Xã Linn, Quận Washington, Kansas
Xã Linn (tiếng Anh: Linn Township) là một xã thuộc quận Washington, tiểu bang Kansas, Hoa Kỳ. Năm 2010, dân số của xã này là 572 người.